# Movement
Movement är den brittiska musikgruppen New Orders första album, utgivet den 13 november 1981 via Factory Records. Skivan spelades in under en sjumånadersperiod i Strawberry Studios tillsammans med bandets gamla producent sedan Joy Division, Martin Hannett. Det är en skiva som soundmässigt är väldigt lik Joy Division trots att bandet enligt egen utsago ville gå vidare och under en tid vägrade att spela några av de gamla låtarna under sina konserter. Slant Magazine rankade albumet som nummer 42 på en lista över 1980-talets bästa skivor. Tidningen menade att de största delarna av albumets sound befinner sig nästan exakt mellan Joy Divisions postpunk och - det senare - New Order-soundet med mer syntpop. Efter att det gått några år uttalade sig bandmedlemmarna väldigt negativt om albumet och de slutade spela dess låtar live redan på 80-talet.

## Låtlista
Sida ett
1. "Dreams Never End" – 3:13
2. "Truth" – 4:37
3. "Senses" – 4:45
4. "Chosen Time" – 4:07

Sida två
1. "ICB" – 4:33
2. "The Him" – 5:29
3. "Doubts Even Here" – 4:16
4. "Denial" – 4:20

## Medverkande
- Bernard Sumner - sång, gitarr
- Peter Hook - bas, sång
- Stephen Morris - trummor
- Gillian Gilbert - keyboards, tal